# Anthelephila anireinii
Anthelephila anireinii es una especie de coleóptero de la familia Anthicidae.

## Distribución geográfica
Habita en Eritrea.